# Helena Jonsson
För skidskytten Helena Jonsson (född 1984), se Helena Ekholm
Maria Helena Jonsson, född 18 augusti 1965 i Eksjö församling i Jönköpings län, är en svensk lantmästare och ämbetsman som var landshövding i Jönköpings län mellan den 15 januari 2018 och 14 januari 2024. Hon var ordförande för LRF från 2011 till 2017.
Jonsson är utbildad lantmästare. Hon äger och brukar Galtås Södergård i Säby socken, Tranås kommun, där hon odlar djurfoder samt föder upp Hereford-djur. 
Efter en tids engagemang inom LRF Jönköping blev hon 2004 ledamot av LRF:s förbundsstyrelseHon blev 2010 vice ordförande och var åren 2011–2017 förbundsordförande. Hon efterträddes av Palle Borgström. 
Jonsson kandiderade till riksdagen för Centerpartiet inför 2018 års val. När hon utsågs till landshövding drog hon tillbaka sin kandidatur. Hon var landshövding i Jönköpings län mellan den 15 januari 2018 och 14 januari 2024 då hon efterträddes av Brittis Benzler.
Jonsson växte upp i Jönköping och Forsvik, Bankeryd. Hon är sedan 1990 gift med Göran Johansson (född 1964), med vilken hon driver och äger ovannämnda lantbruk. 2013 utsågs hon till hedersdoktor vid Sveriges lantbruksuniversitet.